# Crimă în Paradis
Crimă în Paradis (în franceză Un crime au paradis) este un film de comedie francez din 2001 regizat de Jean Becker, scris de Sacha Guitry, având în rolurile principale pe Jacques Villeret și Josiane Balasko. Scenariul este bazat pe filmul La Poison (1951).

## Sinopsis
În 1980, într-un sat în zona Lyon, Saint-Julien-sur-Bibost, Joseph Braconnier („Jojo”) și soția lui Lucienne („Lulu”), o scorpie cicălitoare și alcoolică, duc o viață căsătorită la ferma lor situată într-un loc numit „Paradis”. Într-o zi, Jojo se uită la o emisiune la televizor despre un avocat strălucit care devenise faimos pentru achitarea clienților săi. Foarte impresionat, Jojo îl caută pe avocat. El îi spune că și-a ucis soția, chiar dacă nu făcuse încă acest lucru. Printr-un set de întrebări inteligente, el învață cum trebuie să procedeze ca să fie destul de sigur că va obține circumstanțe atenuante. Jojo se întoarce la „Paradis” și începe să organizeze „crima perfectă”, urmând instrucțiunile avocatului.

## Distribuție
- Jacques Villeret ca Jojo Braconnier
- Josiane Balasko ca Lulu Braconnier
- André Dussollier ca Avocatul Jacquard
- Suzanne Flon ca Amanta
- Gérard Hernandez ca Jacky
- Roland Magdane ca Proprietarul cafenelei
- Valérie Mairesse ca Magali
- Jacques Dacqmine ca Președintele Laborde
- Dominique Lavanant ca D-ra Goudilleux
- Jean Dell ca Judecătorul Frégard
- Daniel Prévost ca Avocatul Miramont
- Jenny Clève ca Doamna Bertrand
- Cécile Vassort ca Doamna Ramirez
- Eric Bougnon ca Briscot
- Jean-Michel Martial ca Jacky Lévêque
- Roger Crouzet ca Mr. Doucet
- Christine Delaroche ca asistenta lui Jacquard
- Maryse Deol drept Comerciantul
- Armand Chagot ca Ofițerul de poliție
- Michel Bonnet ca Înlocuitorul